# Euselates machatschkei
Euselates machatschkei är en skalbaggsart som beskrevs av Ruter 1973. Euselates machatschkei ingår i släktet Euselates och familjen Cetoniidae. Inga underarter finns listade i Catalogue of Life.